# MASH (film)

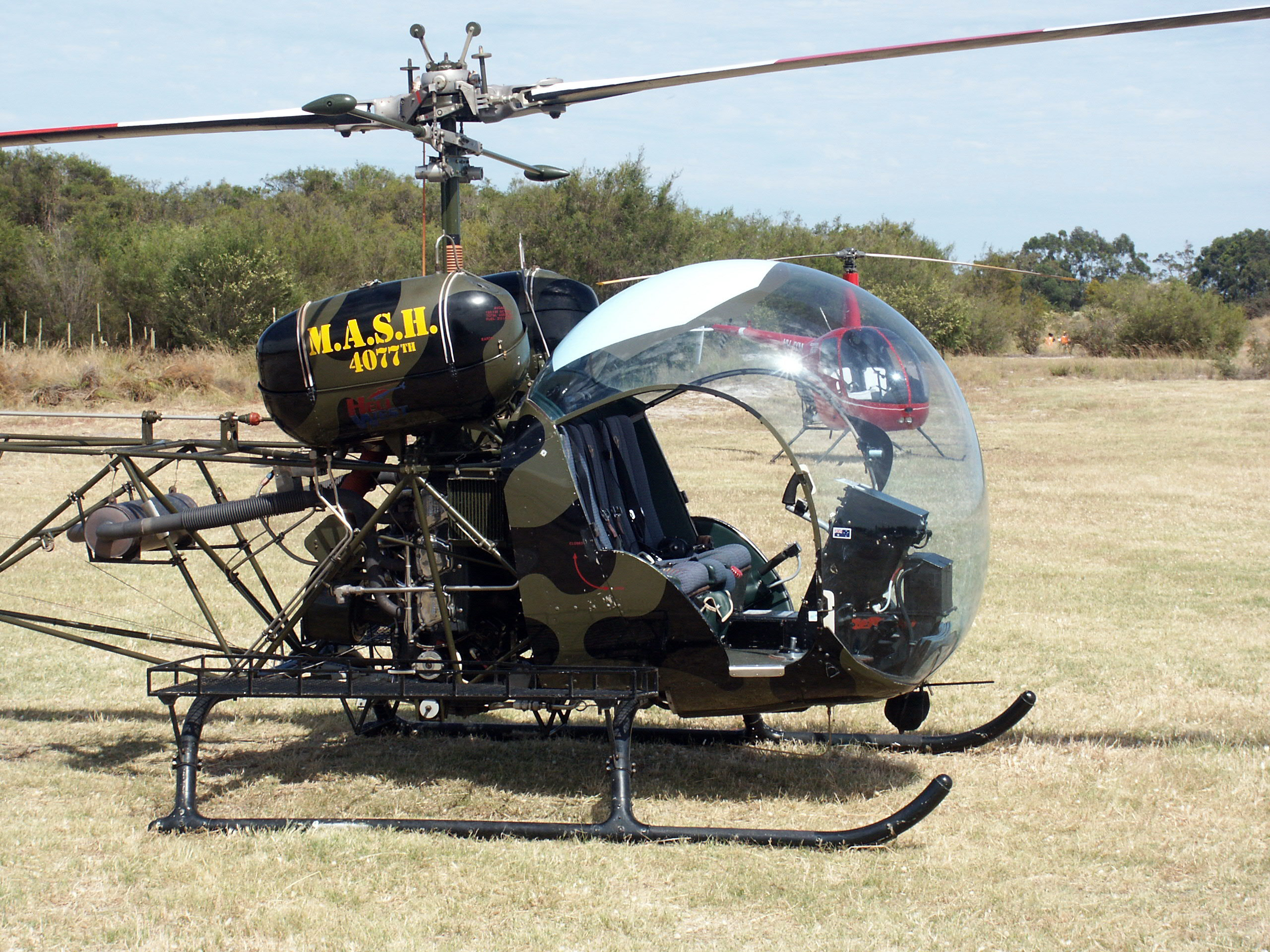
Bell 47G helikopter, beschilderd in de kleuren van MASH

MASH is een film uit 1970 geregisseerd door Robert Altman, met in de hoofdrollen Donald Sutherland als Hawkeye en Elliott Gould als Trapper John.
Het scenario voor de film is gebaseerd op de roman "MASH: A Novel About Three Army Doctors" (1968) van Richard Hooker en verhaalt de belevenissen van de artsen en verplegers in een Amerikaans veldhospitaal (Mobile Army Surgical Hospital 4077) in de Koreaanse Oorlog.
De film werd in de herfst van 1970 uitgebracht, en was direct een hit, mede als gevolg van de anti-Vietnamoorlog-gevoelens van destijds. In de VS alleen al bracht de film 73,2 miljoen dollar op. MASH won een Oscar voor het scenario en kreeg vier nominaties. In 1996 werd de film vanwege de historische, culturele en esthetische waarde voor conservatie opgenomen in het National Film Registry van de Amerikaanse Library of Congress.

## Verhaal
Korea, 1951. De VS is betrokken bij de Koreaanse Oorlog en veel gewonden worden opgevangen in verschillende Mobile Army Surgical Hospital (MASH)-eenheden. Twee chirurgen die zijn opgeroepen voor militaire dienst, kapitein "Hawkeye" Pierce en kapitein "Duke" Forrest melden zich bij eenheid 4077. Zowel Hawkeye als Forrest gedragen zich als pubers, ze stelen wagens, zitten achter de zusters aan en stoken hun eigen drank. Maar het zijn goede chirurgen en ze redden levens. Ondanks het feit dat ze de zegen hebben van hun hoogste baas luitenant-kolonel Blake vinden ze toch tegenstand en wel van majoor Frank Burns. Burns is diepgelovig, haat inbreuk op het militaire gezag en is een stijve hark die geen alcohol drinkt. Daarbij is Burns een uitermate slechte chirurg. Hawkeye en Duke weten van Burns af te komen door te vragen om een specialistische chirurg. De nieuwe man is een oude bekende van Hawkeye, kapitein "Trapper" John McIntyre. De laatste arriveert tegelijk met majoor Margaret Houlihan, die leiding gaat geven aan de verpleegsters. Als Blake even weg is ziet McIntyre dat Burns zijn fouten probeert te verdoezelen door een ondergeschikte de schuld te geven en slaat hem. Nog diezelfde avond overleggen Burns en Houlihan hoe ze McIntyre en Hawkeye kunnen aanklagen. Dit windt hen beiden zo op dat ze zich overgeven aan een woeste vrijpartij. Wat ze echter niet weten dat iemand de microfoon van het omroepsysteem in de tent heeft gelegd. Het hele kamp kan meegenieten en hoort Houlihan zeggen: "Kiss my hot lips" (kus mijn hete lippen). Waarmee een nieuwe bijnaam is geboren en de majoor voortaan Hot Lips wordt genoemd. Als Hawkeye de volgende morgen Burns wat treitert met zijn seksuele escapades gaat de laatste door het lint en wordt afgevoerd in een dwangbuis.
Als blijkt dat tandarts "Painless Pole" Waldowski problemen heeft met zijn libido, denkt hij homoseksueel te zijn geworden en wil zelfmoord plegen. Hawkeye denkt dat het allemaal psychisch is (Waldowski heeft drie verloofdes en een zeer uitgebreide kring minnaressen) en zorgt ervoor dat Waldowski een slaappil inneemt in plaats van een gifpil. Als Hawkeye, Trapper en Duke een weddenschap aangaan om te zien of Hot Lips echt blond is, verwijderen ze het douchegordijn als de majoor staat te douchen. Een hysterische Hot Lips eist dat Hawkeye en Trapper worden gearresteerd, maar Blake kiest de kant van zijn chirurgen. Die chirurgen zijn onderwijl bezig om de Zuid-Koreaanse Ho-Jon, een tiener die klusjes voor hen doet, buiten de dienstplicht te houden. Ze geven hem medicijnen om zijn bloeddruk te verhogen, maar de keuringsarts trapt er niet in en Ho Jon moet opkomen. Als ze terugkeren in het kamp wordt Trapper opgeroepen om naar Tokio te komen en daar de zoon van een lid van het Amerikaanse congres te opereren. Trapper neemt Hawkeye mee voor de gezelligheid. Ze opereren succesvol en genieten vervolgens van een middagje in een bordeel, waaraan ook een kinderhuis is verbonden. Een van de baby's wordt ziek en Trapper en Hawkeye opereren het kindje in het militaire ziekenhuis. Als ze worden tegengehouden door het hoofd van de militaire politie die ze wil arresteren voor ongeoorloofd gebruik van medisch materiaal, verdoven ze de man. Een aantal prostituees kleden de man uit en poseren met hem voor foto's. Met dit materiaal chanteren ze de man om hen vrij te laten.
Terug bij de 4077 MASH krijgen ze bezoek van de generaal Hammond. Tijdens een borrel praten ze over Amerikaans voetbal. Hammond pocht over zijn ploeg dat zo goed dit spel beoefent. Hoewel 4077 MASH amper kan voetballen stelt Hawkeye een weddenschap voor van 5000 tot 6000 dollar voor de ploeg die een vriendschappelijk potje wint. Later onthult hij aan zijn verontruste vrienden een plan om de wedstrijd te winnen. Via Blake doen ze een aanvraag voor een neurochirurg, dr. Oliver Harmon "Spearchucker" Jones, een voormalige Amerikaans voetbalspeler. Verder stelt Hawkeye voor om de helft van het geld in te zetten voor de eerste helft van het spel. Hammond zal dan inmiddels overtuigd zijn van de vreselijke kwaliteit van de MASH-ploeg en meer willen inzetten voor de tweede helft. In die helft zal Jones worden ingezet. Hoewel het nog bijna mis gaat, de andere ploeg zet ook een oude speler in, weet MASH op het laatste moment te winnen. Niet lang daarna mogen Hawkeye en Duke naar huis. Ze vertrekken zoals ze gekomen zijn in een gestolen terreinauto.

## Rolverdeling
| Acteur              | Personage                                               |
| ------------------- | ------------------------------------------------------- |
| Donald Sutherland   | Kapitein Benjamin Franklin "Hawkeye" Pierce             |
| Elliott Gould       | Kapitein John Francis Xavier "Trapper John" McIntyre    |
| Tom Skerritt        | Kapitein Augustus Bedford "Duke" Forrest                |
| Sally Kellerman     | Majoor Margaret "Hot Lips" Houlihan                     |
| Robert Duvall       | Majoor Frank Burns                                      |
| Roger Bowen         | Luitenant-Kolonel Henry Braymore Blake                  |
| René Auberjonois    | Vader John Patrick "Dago Red" Mulcahy                   |
| John Schuck         | Kapitein Walter Koskiusko "The Painless Pole" Waldowski |
| Carl Gottlieb       | Kapitein John "Ugly John" Black                         |
| Danny Goldman       | Kapitein Murrhardt                                      |
| Corey Fischer       | Kapitein Dennis Patrick Bandini                         |
| Jo Ann Pflug        | Luitenant Maria "Dish" Schneider                        |
| Indus Arthur        | Luitenant Leslie                                        |
| Dawne Damon         | Kapitein Scorch                                         |
| Tamara Wilcox-Smith | Kapitein Bridget "Knocko" McCarthy                      |
| David Arkin         | Sergeant Wade Douglas Vollmer                           |
| Gary Burghoff       | Korporaal "Radar" O'Reilly                              |
| Ken Prymus          | Seidman                                                 |
| Fred Williamson     | Kapitein Oliver Harmon "Spearchucker" Jones             |
| Michael Murphy      | Kapitein Ezekiel Bradbury "Me Lay" Marston IV           |
| Timothy Brown       | Korporaal Judson                                        |
| Bud Cort            | soldaat Lorenzo Boone                                   |
| G. Wood             | Brigade-generaal Charlie Hammond                        |
| Kim Atwood          | Ho-Jon                                                  |
| Bobby Troup         | Sergeant Gorman                                         |
| Marvin Miller       | Omroeper                                                |

## Preproductie

### De voorbereiding
De oorsprong van de film en serie is een door Dr Richard Hornberger geschreven boek "MASH: A Novel About Three Army Doctors". Wachtend op de patiënten in zijn praktijk in Bremen, Maine (Verenigde Staten) schreef hij onder het pseudoniem Richard Hooker over zijn denkbeeldige verblijf in het mobiele veldhospitaal 8055 in Korea. Hij baseerde het karakter Hawkeye op zichzelf. Hornberger schreef een serie boeken over zijn verblijf, maar geen van de boeken was zo succesvol als het eerste. Nog voor het boek verscheen werden de filmrechten voor 100.000 dollar gekocht door Ingo Preminger die de film voor Twentieth Century-Fox ging produceren. Preminger had het idee om de rechten te kopen van schrijver van Ring Lardner jr. die voor Hornberger de drukproeven had gelezen. De producent deed gelijk wat terug door Lardner te vragen het scenario voor de film te schrijven. In januari 1969 legde Preminger regisseur Robert Altman vast voor de regie. In maart 1969 werden acteurs Elliott Gould en Donald Sutherland gecontracteerd voor de hoofdrollen van Trapper en Hawkeye. Altman legde in dezelfde maand de rest van de acteurs vast, meestal acteurs waarmee hij eerder gewerkt had als Michael Murphy en Tom Skerritt en medewerkers van verschillende theatergroepen zoals the American Conservatory Theatre en Second City uit Chicago.

### Scenario
Ring Lardner Jr. schreef het scenario en verwerkte hierin meerdere verhaallijnen. Een van de bekendste scènes uit de film is de 'zelfmoord' van Painless Pole, gespeeld door John Schuck, met daarin het nummer Suicide Is Painless. Het scenario wijkt nogal drastisch af van Hornbergers boek. Volgens Altman was de roman slecht geschreven en racistisch van toon. De schrijver zelf werd omschreven als een rechtse republikein met conservatieve ideeën. Lardner gooide de toon van het boek compleet om, maar Altman zei later dat het hem nog te rechts was en dat hij het scenario alleen als uitgangspunt gebruikte. Volgens Lardner is het grootste deel van zijn werk echter wel gehandhaafd en heeft Altman alleen de volgorde van de scènes en sommige dialogen aangepast en improvisaties toegelaten. Een van de veranderingen is het weglaten van de scène waarin Ho-Jon als gewonde terugkeert en later overlijdt. Lardner zelf paste ook nog het nodige aan in de personages: zo is het personage Frank Burns een combinatie van twee personages uit de roman, Frank Burns en majoor Jonathan Hobson.

### Acteurs
Hoewel Elliott Gould al in maart 1969 was gecontracteerd was dat aanvankelijk niet voor de rol van Trapper John McIntyre, hiervoor was Burt Reynolds kandidaat. Altman wilde dat Gould de rol van Duke Forrest zou spelen. Maar Reynolds zag af van de rol van Trapper John en Gould zeurde net zo lang bij Altman dat hij de rol kreeg. Tom Skerritt kreeg de rol van Duke. Een ander probleem was de keuze van het personage Hot Lips Houlihan. Voor de rol was Sally Kellerman aangetrokken, maar Altman vond haar te aantrekkelijk voor de rol, en wilde hij eigenlijk alleen onaantrekkelijke acteurs en actrices inzetten. Uiteindelijk bond hij in en kreeg Kellerman de rol. Ook Donald Sutherland was tweede keus, Altman zag meer in James Garner, maar Sutherland deed zo zijn best in de auditie dat hij werd aangenomen. Voor de rol van Radar was aanvankelijk Austin Pendleton favoriet, maar nadat deze acteur wegviel, kreeg de totaal onbekende Gary Burghoff de rol.

## Productie

### Locaties
De meeste opnamen werden gemaakt op de Twentieth Century-Fox Ranch in Malibu, Californië. De ranch lag geïsoleerd en dat was precies wat regisseur Robert Altman wilde. Hij wilde graag artistieke vrijheid en geen bemoeienis van de studio. Twentieth Century-Fox was in die tijd ook betrokken bij twee dure oorlogsfilms Tora! Tora! Tora! en Patton en Altman hoopte dat hij, door onder het budget te blijven en niet al te veel de aandacht te trekken, door kon werken aan een film die een duidelijke anti-oorlogsboodschap had en eigenlijk een verwijzing was naar de Vietnamoorlog. Andere locaties waar werd gefilmd zijn:
- Griffith Park in  Los Angeles, voor de scènes met de Amerikaans voetbalwedstrijd.
- Malibu Country Club in Malibu voor de golfscènes.
- Malibu Creek State Park in Calabasas, Californië, voor het terrein rondom MASH
- Stage 8 en 18 van de 20th Century Fox Studios in Los Angeles

### Opnamen
De filmopnamen begonnen op 14 april 1969 en liepen door tot 11 juni 1969. De eerste scène die werd opgenomen was de golfscène die in Japan moest spelen en opgenomen werd op een nabij gelegen golfbaan in Malibu. Aanvullende opnames werden gemaakt op de buitenterreinen van de studio voor de straatscènes. Altman gebruikte een zoomlens en een mistfilter om een meer smerig beeld van MASH en het omringende terrein te krijgen. Hij moedigde de acteurs aan om te improviseren en niet op de camera te spelen, maar meer op elkaar. Sally Kellerman had oorspronkelijk maar een paar zinnetjes tekst en breidde dit door improvisatie uit tot een complete rol. Een van de improvisaties was ook het gebruik van het woord 'fuck' in de film. (De eerste keer dat het werd uitgesproken in een Amerikaanse film van een grote productiemaatschappij). Acteur John Schuck (tandarts Painless) roept tegen een tegenspeler tijdens de wedstrijd: "All right, Bud, this time your fucking head is coming right off!" (O.k. maat, dit keer gaat je klotekop er af). Een andere improvisatie was de zegening van de terreinauto door de Vader Mulcahy. Acteur Rene Auberjonois vond deze zegening in een handboek voor aalmoezeniers en voegde het toe aan de scène. Een andere improvisatie was de scène waarbij Gould en Sutherland elkaar 'Shirley' noemen. Zij deden dit ook als ze niet op de set waren en Altman leek het een goed idee dit te gebruiken. "Shirley" kwam van Shirley Douglas, de toenmalige vrouw van Sutherland.

### Ruzies en andere ongemakken
Altman had een eigen stijl van filmen en wist ook precies wat hij wilde vastleggen. Dit was echter niet zo duidelijk voor zijn twee hoofdrolspelers Gould en Sutherland. Ze vonden Altman een omhoog gevallen filmstudent die nauwelijks ervaring had met film. Indertijd stond Altman in Hollywood nog niet zo hoog aangeschreven. Hij was gedebuteerd in 1957 met de film The Delinquents en maakte pas in elf jaar later zijn tweede film Countdown waar hij gelijk werd ontslagen. Zijn derde film That Cold Day in the Park werd een enorme flop. Ondanks deze ervaring bleef Altman zijn eigen koers varen. Hij wilde kwaliteit, maar had het gevoel dat niet iedereen hem daarin begreep. Zijn onorthodoxe manier van filmen zou pas later gewaardeerd worden. Zo was Altman veel meer geïnteresseerd in personages dan in de plot en zocht naar een meer realistische toets waarbij acteurs door elkaar heen praten en niet altijd duidelijk verstaanbaar zijn. Dit gaf Gould en Sutherland de indruk dat de regisseur maar wat deed en zagen 'hun film' mislukken. Ze probeerden verschillende malen om bij de studio en de producent voor elkaar te krijgen dat Altman zou worden ontslagen. Altman kon aanblijven en hoorde pas later van Elliott Gould over de pogingen hem te ontslaan. Hij waardeerde de eerlijkheid van Gould en zou later nog met hem werken, bijvoorbeeld in The Long Goodbye en California Split. Met Donald Sutherland lag het anders. Altman wilde nooit meer met hem werken.

### Gebruik maken van de situatie
De opname van de scène waarbij Hot Lips onder de douche staat en het tentzeil wordt weggetrokken, was lastig op te nemen. Sally Kellerman reageerde veel te snel op het wegvallen van het zeil en lag al op de grond voor er iets te zien was. Op zeker moment bedacht Altman iets. Hij en acteur Gary Burghoff (Radar) liepen naar de douchetent en lieten hun broek zakken. Kellerman keek geschrokken naar beide mannen en op dat moment viel het tentdoek weg. De blik van verrassing en schok op haar gezicht is dus eigenlijk van de aanblik van de twee deels ontklede mannen. Altman maakte ook gebruik van de helikoptercrash tijdens de opnamen. Op 1 mei 1969 crashte een van de helikopters op de ranch. Piloot Van L. Honeycutt en de stuntmensen John Ashby en Eddie Smith raakten hierbij gewond. Het wrak werd door Altman gebruikt bij 
diverse opnamen, zoals de scène waarbij het personeel aan het zonnebaden is. Voor de opnamen van de wedstrijd gebruikte Altman diverse spelers uit de National Football League, zoals Buck Buchanan, Timothy Brown en Fred Williamson als "Oliver `Spearkchucker' Jones. Hoewel het niet vermeld staat op de aftiteling werden de wedstrijdscènes geregisseerd door Andy Sidaris, regisseur van sportprogramma's bij ABC-televisie.

## Postproductie

### Pin ups
Aangezien de film is opgebouwd uit een mozaïek van korte scènes, zag Altman dat er meer structuur in moest. Dit wilde hij bereiken door de scènes met elkaar te verbinden door steeds het luidsprekersysteem van het MASH kamp in beeld te brengen die een boodschap laat horen. Er werd door een filmploeg nog aanvullende opnames gemaakt van de luidsprekers omdat Altman hier nog te weinig van had. Altman monteerde de film samen met zijn vaste montageman Greene. Om de stijl van de film vast te houden hadden ze pin ups aan de muren geprikt. Halverwege de montage kwam het hoofd van de postproductie bij Fox langs en eiste dat Altman vertrok omdat hij geen deel uitmaakte van de montageploeg. Altman gooide de man er uit. De man liep naar de directie en de volgende dag kwam er een memo van de studio dat er geen pin ups op de muren van de montagekamer geprikt mochten worden. Altman en Greene gierden het uit van het lachen, vervolgens liep Altman naar de geluidsopnamestudio en las het memo voor, waarna het in de film als mededeling door de luidsprekers te horen is.

### Boodschappen
In de postproductie bewerkte Altman de film verder. De luidsprekers fungeerden hierbij als spreekbuis. We horen boodschappen, fragmenten van radio-uitzendingen in het Japans en aanbevelingen voor films die in de kantine worden gedraaid. Dit zijn meestal oude films uit de Tweede Wereldoorlog die de strijd bewieroken, een stil protest tegen de Vietnamoorlog. De liedjes die te horen zijn, vormen vaak een commentaar op de scène. Zo is een Japanse versie te horen van "My Blue Heaven" tijdens een liefdesscène, terwijl het nummer "Sayonara" (vaarwel) te horen is als Frank Burns in een dwangbuis wordt afgevoerd. Altman liet zelfs de acteurs "omroepen" op het einde van de film. In plaats van de gebruikelijke aftiteling horen we omroeper de namen noemen van de acteurs.

## Muziek

### Achtergrond
De filmmuziek werd geschreven door Johnny Mandel. Behalve zijn eigen composities maakte hij ook gebruik van Japanse liedjes en nummers die populair waren voor en tijdens de Koreaanse oorlog als  "Tokyo Shoe Shine Boy", "My Blue Heaven","Happy Days are Here Again", "Chattanooga Choo Choo", en "Hi-Lili, Hi-Lo"; en improvisaties van de acteurs op nummers als "Onward, Christian Soldiers" en "Hail to the Chief". Het nummer dat altijd het meest wordt geassocieerd met M*A*S*H is "Suicide Is Painless", op melodie van Johnny Mandel en met tekst van Mike Altman. De toen veertienjarige Mike Altman was de zoon van regisseur Robert Altman. Uiteindelijk zou Mike Altman ongeveer 2 miljoen dollar aan auteursrechten verdienen aan het liedje. Aanzienlijk meer dan de 75.000 dollar die zijn vader kreeg voor de regie. Het nummer is twee keer in de film te horen. Aan het begin waar het wordt gezongen door de vocalisten John Bahler, Tom Bahler, Ron Hicklin, en Ian Freebairn-Smith en later tijdens de scène van de zogenaamde zelfmoord van Painless. Hier wordt het gezongen door Timothy Brown (korporaal Judson) terwijl hij op de gitaar wordt begeleid door Corey Fischer (kapitein Bandini).

### De liedjes
- "Suicide Is Painless" (Johnny Mandel/Mike Altman) uitgevoerd door John Bahler, Tom Bahler, Ron Hicklin, en Ian Freebairn-Smith. Ook uitgevoerd door Timothy Brown.
- "Onward, Christian Soldiers" (Arthur Sullivan/Sabine Baring-Gould)
- "Tokyo Shoe Shine Boy" (Tasuku Sano/Ida Seiichi)
- "The Darktown Strutters' Ball" (Shelton Brooks)
- "When the Lights Go On Again (All Over the World)" (Eddie Seiler/Sol Marcus/Bennie Benjamin)
- "Hi-Lili, Hi-Lo" (Bronislau Kaper/Helen Deutsch)
- "Hail to the Chief" (James Sanderson)
- "My Blue Heaven" (Walter Donaldson/George Whiting)
- "Sayonara" (Hasegawa Yoshida/ Freddy Morgan)
- "Taps" (Daniel Butterfield)
- "The Washington Post" (John Philip Sousa)

## Prijzen en nominaties

### Academy Awards1971
- Beste bewerkte scenario (Ring Lardner jr.)

Nominaties:
- Beste vrouwelijke bijrol (Sally Kellerman)
- Beste regie (Robert Altman)
- Beste montage
- Beste film

### Ascap Film and Televison Awards 1988
- Beste liedje ("Suicide Is Painless")

### American Editors Award 1971
- Beste montage

### BAFTA Awards
Nominaties
- Beste acteur (Elliott Gould)
- Beste regie (Robert Altman)
- Beste film
- Beste montage
- Beste geluid

### Cannes Film Festival 1970
- Palm d'Or (Robert Altman)

### Directors Guild of America Awards1971
- Prijs voor uitzonderlijke regie (Robert Altman)

### Golden Globes1971
- Beste film

Nominaties:
- Beste acteur (Elliott Gould)
- Beste acteur (Donald Sutherland)
- Beste vrouwelijke bijrol (Sally Kellerman)
- Beste regie (Robert Altman)
- Beste scenario (Ring Lardner jr.)

## Vervolg
Na het succes van de film produceerde CBS television de tv serie M*A*S*H, die liep tussen september 1972 - september 1983 met Alan Alda als Hawkeye en Loretta Swit als Hot Lips. De enige acteur uit de film die meespeelde was Gary Burghoff weer in de rol van Radar.